# Paul Babangu
 Paul Babangu Wababu  (né à lolwa le 10 novembre en 1986) est un homme politique de la République démocratique du Congo et député national, élu de la circonscription de l'Irumu dans la province de l'Ituri,,,.

## Biographie
Paul Babangu Wababu, il est né à Bunia le 10 novembre 1986, élu député national dans la circonscription électorale de l'Irumu dans la province de l'Ituri, il est membre du groupement politique AABC.